# اتحادیه آتولیا
اتحادیه آتولیا (به لاتین: Atulia Union) یک منطقهٔ مسکونی در بنگلادش است که در Shyamnagar Upazila واقع شده‌است.